# 側琴脂鯉
側琴脂鯉為輻鰭魚綱脂鯉目琴脂鯉亞目琴脂鯉科的其中一種，為熱帶淡水魚，分布於非洲塞內加爾河、尼日河、查德湖、伏塔河、幾內亞比索至貝南淡水、尼羅河及艾伯特湖等流域，本體長可達84公分，棲息在開放水面或水生植物生長的水底，以藻類為食，生活習性不明，可做為食用魚。

## 扩展阅读
維基物種上的相關：側琴脂鯉